# Falcotoya aglauros
Falcotoya aglauros är en insektsart som först beskrevs av Ronald Gordon Fennah 1958.  Falcotoya aglauros ingår i släktet Falcotoya och familjen sporrstritar. Inga underarter finns listade i Catalogue of Life.